# Maksim Opalev
Maksim Aleksandrovitch Opalev (en russe : Максим Александрович Опалев), né le 4 avril 1979 à Volgograd, est un céiste russe pratiquant la course en ligne.

## Distinctions
- 2001 : Ordre de l'Amitié pour sa performance aux Jeux olympiques d'été de 2000 à Sydney et pour sa contribution à la culture sportive de la fédération de Russie en 2000[1]
- 2009 : Ordre de l'Honneur pour sa performance aux Jeux olympiques d'été de 2008 à Pékin et pour sa contribution à la culture sportive de la fédération de Russie en 2008[2]